# Carmelina Moscato
Carmelina Moscato (Mississauga, 2 maggio 1984) è un'allenatrice di calcio ed ex calciatrice canadese, di ruolo centrocampista e difensore, tecnico dell'Al-Qadisiya.

## Carriera

### Calciatrice

#### Club
Originaria della provincia di Agrigento, ha frequentato la Pennsylvania State University dal 2002 al 2005 iniziando a giocare a calcio proprio nella squadra femminile dell'ateneo statunitense. Dal 2004 al 2009 ha militato, con alterne fortune, nella United Soccer Leagues W-League e all'estero. Dopo le esperienze nella sezione femminile del Vancouver Whitecaps, con un periodo in prestito all'Ottawa Fury, decide di affrontare l'avventura in Europa.
Nell'estate 2009 si accorda con il Graphistudio Tavagnacco, società iscritta alla Serie A, livello di vertice del campionato italiano femminile di calcio, per indossare la maglia della società friulana per la stagione 2009-2010. Il tecnico Edoardo Bearzi la impiega in 17 incontri di campionato, dove va anche a segno alla prima giornata, nel derby esterno con il Chiasiellis, siglando al 59' la rete del definitivo 2-0.
Si trasferisce in Svezia con le compagne di nazionale Melissa Tancredi e Stephanie Labbé sottoscrivendo un accordo con il Piteå IF per giocare in Damallsvenskan, primo livello del campionato svedese. In campionato Moscato viene impiegata in 10 incontri dove segna anche una rete, condividendo con le compagne il decimo posto, l'ultimo che le garantisce la salvezza.
Nel 2012 rimane in Svezia accordandosi con il Dalsjöfor, appena retrocesso in Elitettan, per la stagione successiva, che vedrà la società sciogliersi a fine stagione per problemi finanziari svincolando così tutte le proprie atlete.
Nel 2013 Moscato decide di ritornare in America del Nord, sottoscrivendo un contratto con il Chicago Stars per la stagione inaugurale della National Women's Soccer League (NWSL) come parte della NWSL Player Allocation, giocando 5 partite prima di annunciare, il 29 giugno di quello stesso anno, il suo trasferimento al Boston Breakers in cambio della sua compagna di squadra in nazionale, Adriana Leon., dove totalizza altre cinque presenze fino alla fine del campionato. Il 10 settembre viene annunciato il suo nuovo trasferimento al Seattle Reign per la stagione 2014, ancora una volta scambiando il club con una sua compagna in nazionale, Kaylyn Kyle, e dove al termine del campionato la squadra si classifica prima alla Regular season ma perde il titolo nella fase finale a favore delle avversarie del FC Kansas City. Rimane con la società anche per la stagione successiva.
Esauriti gli impegni contrattuali Moscato decide di trasferirsi in Australia, firmando un contratto con il Western Sydney Wanderers nell'ottobre 2015 per giocare in W-League per la stagione 2015-2016. Fa il suo debutto in campionato alla prima giornata, nell'incontro con l'Adelaide United, siglando al 93' la sua prima rete, quella del definitivo 2-1 sul Newcastle Jets tre giornate più tardi. Moscato scende in campo in 9 dei 12 incontri disputati andando a segno in due occasioni e condividendo a fine regular season il settimo posto. Al termine del campionato e all'età di 31 anni decide di interrompere la sua attività agonistica.

#### Nazionale

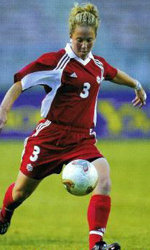
Moscato in azione con la maglia della nazionale nel 2011.

Moscato viene convocata dalla federazione calcistica del Canada (Canadian Soccer Association - CSA) per indossare la maglia della formazione Under-20 con la quale debutta, appena sedicenne, il 6 febbraio 2001, durante l'Adidas Cup a Houston, Texas, durante l'incontro vinto dalla Finlandia per 3-2. In seguito viene selezionata per la formazione Under-19 e inserita in rosa con la squadra impegnata al Mondiale di Canada 2002, il primo mondiale per formazioni femminili giovanili organizzato dalla Fédération Internationale de Football Association (FIFA) allora ancora riservato alle Under-19. In quell'occasione Moscato gioca tutti i sei incontri disputati dalla sua nazionale, fino a raggiungere la finale del 1º settembre dove al Commonwealth Stadium di Edmonton gli Stati Uniti riescono a imporsi per 1-0 solo ai tempi supplementari vincendo il titolo.
Sempre nel 2002 viene selezionata per la nazionale maggiore, debuttando il 3 aprile con l'Australia e giocando 19 minuti nell'incontro terminato 0-0. Da quel momento Moscato viene convocata con regolarità, disputando la CONCACAF Women's Championship di Stati Uniti e Canada 2002, dove il Canada disputa la finale perdendola 2-1 con gli Stati Uniti. Viene poi inserita in rosa dall'allora tecnico Even Pellerud per il Mondiale degli Stati Uniti 2003, dove dopo aver perso alle semifinali con la Svezia nella finalina per il terzo posto la sua nazionale viene superata nuovamente dagli Stati Uniti per 3-1. In quell'occasione Moscato fa una brevissima apparizione, rilevando Andrea Neil al 90'. partecipa inoltre al torneo CONCACAF di qualificazione ai Giochi della XXVIII Olimpiade, dove il Canada è eliminato in semifinale dal Messico. Con Pellerud Moscato gioca in tutto 8 incontri.
Dopo aver preso una pausa di due anni dal gioco per iniziare l'esperienza come allenatrice, è tornata sulla scena internazionale dal 2009. Nei due anni successivi con la maglia della nazionale sotto la guida dell'allora tecnico Carolina Morace, Moscato conquista la CONCACAF Women's Gold Cup a Messico 2010, la seconda per il Canada, e l'edizione 2011 della Cyprus Cup dove nella finale del 9 marzo supera per 2-1 i Paesi Bassi.
Morace la inserisce nuovamente in rosa per il Mondiale di Germania 2011, senza tuttavia impiegarla durante il torneo. In quell'occasione il Canada offre una prestazione inferiore alle aspettative, perdendo tutti i tre incontri del gruppo A, concludendo all'ultimo posto e venendo di conseguenza eliminato già alla fase a gironi.
Con l'avvicendamento sulla panchina della nazionale, con il nuovo tecnico John Herdman che rileva Morace dopo la sua decisione di lasciare l'incarico, Moscato è inserita in rosa per il torneo di calcio femminile delle Olimpiadi di Londra 2012, dove condivide con le compagne la conquista della medaglia di bronzo. Herdman la convoca nuovamente per il Mondiale casalingo del 2015, dove la impiega in due occasioni nella fase a gironi, partendo dalla panchina in quella dell'11 giugno pareggiata 0-0 con la Nuova Zelanda e scendendo titolare quattro giorni più tardi in quella pareggiata 1-1 con i Paesi Bassi.

### Allenatrice
Già prima del ritiro, Moscato inizia un percorso come allenatore decidendo di appendere gli scarpini al chiodo all'età di soli 23 anni, per ritornare sulla sua decisione e riprendere l'attività agonistica come calciatrice due anni più tardi. Le viene inizialmente affidato l'incarico di assistente prima all'Università di Louisville, nel Kentucky, dove è assistant coach della squadra di calcio femminile delle Louisville Cardinals, per trasferirsi poi con lo stesso incarico all'Università del Wisconsin-Madison.
Nell'agosto 2016 la federazione canadese le affida la direzione tecnica della formazione di calcio femminile Under-15 che conquista il secondo posto nel campionato CONCACAF di categoria 2016.

## Palmarès

### Calciatrice

#### Nazionale
- Bronzo olimpico: 1

Londra 2012
- CONCACAF Women's Championship: 1

Canada: Messico 2010
- Cyprus Cup: 1

Canada: 2011

### Allenatrice

#### Club
- Campionato messicano: 1

Tigres UANL: Apertura 2022